# Talochlamys multistriata
Talochlamys, Chlamys multistriata, Crassadoma multistriata, Ostrea multistriata, Pecten multistriatus
Genre
Espèce
Talochlamys multistriata est une espèce de mollusques bivalves du genre Talochlamys.

## Description
Elle est mise en synonymie avec Chlamys multistriatus (Poli, 1795). Le nom Crassadoma multistriata n'est pas autorisé. 
Les Pétoncles, ou Peignes, vivent libres (non fixés au substrat) et sont capables de "nager" par battements des valves, pour se déplacer ou fuir un prédateur. Leur activité est principalement nocturne.
La coloration de cette espèce est très variable ; les individus peuvent mesurer jusqu'à 3 ou 4 centimètres et vivent dans les fonds sablonneux ou rocheux.
Charles Armand Picquenard indique pour le décrire en 1922, qu'il « possède une coquille fragile qui est ornée de nombreuses côtes fines-soit géminées, soit isolées avec des costules intercalaires. Il existe une ornementation transversale dessinant sur les côtes des files de petites tubérosités. »

## Bretagne
Charles Armand Picquenard indique que « cette espèce dont les dimensions oscillent le plus ordinairement entre 2 et 5 centimètres pour le grand diamètre, est répandue dans les faluns bretons à La Chaussairie, Saint-Grégoire, Gahard, Feins, Tréfumel, Le Quiou, Saint-Juvat ». Il ajoute que Maurice Cossmann l'a décrite dans sa Monographie, illustrée des Mollusques oligocéniques, pp. 139-140 sous le nom de Chlamys bezieri, en provenance de Saint-Grégoire.